# Districtul Chum Ta Bong
Chum Ta Bong (în thailandeză ชุมตาบง) este un district (Amphoe) din provincia Nakhon Sawan, Thailanda, cu o populație de 18.369 de locuitori și o suprafață de 379,04 km².

## Componență
Districtul minor este subdivizat în 2 subdistricte (tambon), care sunt subdivizate în 22 de sate (muban).
| Nr. | Nume         | În thailandeză | Sate | Pop.   |
| --- | ------------ | -------------- | ---- | ------ |
| 1.  | Chum Ta Bong | ชุมตาบง         | 12   | 11,623 |
| 2.  | Pang Sawan   | ปางสวรรค์       | 10   | 6,746  |